# Francisco Fajardo
Pour les articles homonymes, voir Fajardo.
Francisco Fajardo est l'une des deux divisions territoriales et statistiques et l'unique paroisse civile de la municipalité de García dans l'État de Nueva Esparta au Venezuela. Sa capitale est Villa Rosa.

## Histoire
Elle porte le nom du conquistador Francisco Fajardo.